# Ivano Davoli
Ivano Davoli (Correggio, 17 settembre 1931 – Reggio nell'Emilia, 9 settembre 2010) è stato un attore e giornalista italiano.

## Biografia
Giornalista e attore, fu sposato per un periodo con Miranda Martino. Il matrimonio venne celebrato a Rivalta, in provincia di Reggio Emilia.

## Filmografia
- I tre volti, regia di Antonioni, Bolognini e Indovina (1965)
- A... come assassino, regia di Angelo Dorigo (1966)
- Crisantemi per un branco di carogne, regia di Sergio Pastore (1968)
- La verità difficile, regia di Sergio Pastore (1968)
- Il diario proibito di Fanny, regia di Sergio Pastore (1968)
- Vergogna schifosi, regia di Mauro Severino (1969)
- Sì pura come un angelo... resterà vergine?, regia di Géza von Cziffra (1969)
- Gli angeli del 2000, regia di Honil Ranieri (1969)
- La lunga ombra del lupo, regia di Gianni Manera (1971)
- Sette orchidee macchiate di rosso, regia di Umberto Lenzi (1971)